# XFJ (航空機)
XFJ
XFJ-2 (1930年代撮影)
- 用途：戦闘機
- 分類：艦上戦闘機
- 製造者：バーリナー・ジョイス・エアクラフト社
- 運用者： アメリカ海軍（予定）
- 初飛行：1931年5月22日[1]
- 生産数：1機
- 生産開始：1930年
- 退役：1935年（開発中止）
- 運用状況：未就役

XFJ （Berliner-Joyce XFJ ）はアメリカのバーリナー・ジョイス社がアメリカ海軍向けに開発していた艦上戦闘機。初飛行は1930年5月。試作のみで制式採用はなされなかった。

## 概要
複葉機であり、上翼は胴体上面の肩翼配置であり、下翼は胴体下面より離れた位置に設置されていた。

## 開発
1929年にバーリナー社とジョイス社の合併によって設立されたバーリナー・ジョイス社では、陸軍のP-16（後に海軍でもXF2Jとして研究）と同時発注のこの機体、FJが発設計の機体であった。XFJ-1の名称を与えられた試作機はアナコスティアで試験されていたものの、グラウンドループが起こりやすく着陸事故が多発したことから、改設計が行われた。その際にエンジンを500馬力のP&W R-1340-92に換装し、エンジンカウルも追加してXFJ-2に改良された。
XFJ-2は、最大速度が310km/hにまで向上したものの地上安定性は改善されなかった為、制式採用されなかったが、1935年までは試験に使われた。

## 各型
XFJ-1
試作型。1機製造。
XFJ-2
改良型。エンジンを換装し、カウルも空気抵抗の少ないものを追加。XFJ-1より改造。

## 諸元
XFJ-2
- 全長：6.27m
- 全幅：8.53m
- 全高：2.0m
- 自重：1.26t
- エンジン：P&W R-1340C レシプロエンジン（出力 450馬力）
- 乗員：1名
- 最大速度：280km/h